# God's Plan
God's Plan is een nummer van de Canadese rapper Drake uit 2018. Het is de eerste single van zijn tweede EP Scary Hours, en de eerste single van zijn vijfde studioalbum Scorpion.
Drake heeft het in dit nummer vooral over zijn toekomst en de negatieve invloed van anderen daarop die hij tegengaat met zijn religieuze opvattingen. Hij vertelt dat mensen hem slechte dingen toewensen, maar dat dat geen zin heeft omdat God een plan met hem heeft. "God's Plan" is een persoonlijk nummer. Drake heeft een aantal gebeurtenissen uit zijn leven in het nummer verwerkt, waaronder zijn ruzies met zanger Chris Brown bijvoorbeeld, en met rapper Meek Mill. Het is een hele uitdaging voor Drake om het 'rustig' te houden. Ook zegt hij in dit nummer dat hij hoopt dat zijn vrienden ouder worden dan hijzelf, dit omdat een vriend van Drake werd doodgeschoten in Toronto. Toronto is immers Drake's geboortestad en wordt meerdere keren genoemd in het nummer. Daarnaast uit Drake zijn ongenoegen over het feit dat artiesten de hemel ingeprezen worden wanneer ze overlijden. Drake wil dat mensen hem waarderen nu hij leeft.
"God's Plan" werd wereldwijd een grote hit. Het wist in veel landen, waaronder Drake's thuisland Canada, de nummer 1-positie te behalen. In de Nederlandse Top 40 haalde het nummer de 2e positie, en in de Vlaamse Ultratop 50 de 5e.